# Alice Volpi
Pour les articles homonymes, voir Volpi.
Alice Volpi (née le 15 avril 1992 à Sienne) est une escrimeuse italienne pratiquant le fleuret.
Alice Volpi est double championne du monde en individuel et médaillée olympique avec l'équipe d'Italie en bronze aux Jeux de Tokyo puis en argent à Paris.

## Carrière
Né d'un père de Sienne, Paolo, et d'une mère brésilienne, originaire de Rio de Janeiro, Valeria Nunes da Silvia, elle a appris l'escrime auprès du Centre universitaire sportif de Sienne avec pour maître d'armes Daniele Giannini. Brillante junior, Volpi remporte deux fois la coupe du monde junior (2011 et 2012), gagnant aussi le titre de championne du monde junior en 2012.
Chez les séniors, elle doit faire face à la concurrence d'un groupe très dense (les championnes olympiques Elisa Di Francisca, Arianna Errigo, Valentina Vezzali mais aussi Martina Batini) et reste, dans un premier temps, dans l'ombre. Elle n'est donc pas retenue pour les principaux championnats internationaux. C'est en tant que no 5 de l'équipe d'Italie (et 18e mondiale) qu'elle décroche sa première victoire en coupe du monde en novembre 2015, remportant le Grand Prix de Turin devant la championne du monde en titre Inna Deriglazova, sur un score sans appel de 15-4.
Volpi a parallèlement remporté les Jeux européens de 2015 en individuel et le bronze par équipes.
Après la médaille d'argent lors des championnats du monde 2017 à Leipzig, le 23 juillet 2018, elle remporte le fleuret individuel en battant la Française Ysaora Thibus lors des championnats du monde 2018 à Wuxi.
En 2021, elle participe à ses premiers Jeux olympiques à Tokyo où elle termine 4e en individuel puis remporte une médaille de bronze avec l'équipe d'Italie.
Lors des championnats d'Europe 2022, Volpi décroche une médaille de bronze en individuel avant de remporter le titre par équipe face à la France. Elle accompagne l'équipe nationale sur la plus haute marche du podium aux championnats du monde 2022 au Caire, puis une nouvelle fois l'année suivante à Cracovie dans le cadre des Jeux européens de 2023.
Volpi remporte une seconde fois le titre mondial aux championnats du monde 2023 à Milan en battant 15-10 sa compatriote Arianna Errigo, puis, accompagnées de Martina Favaretto et Francesca Palumbo elles décrochent un nouveaux titre par équipe face à la France.
Volpi décroche une nouvelle médaille d'or par équipe aux championnats d'Europe de 2024 à Bâle. Lors des Jeux olympiques de Paris, elle reste au pied du podium après avoir été battue par l'américaine Lee Kiefer 10-15 en demi-finale, puis par la canadienne Eleanor Harvey 12-15 en petite finale. Elle remporte une médaille d'argent avec l'équipe d'Italie en battant le Japon en demi-finale avant d'être battue en finale par les États-Unis.

## Palmarès
- Jeux olympiques :
  -  Médaille d'argent par équipes aux Jeux olympiques d'été de 2024 à Paris
  -  Médaille de bronze par équipes aux Jeux olympiques d'été de 2020 à Tokyo

- Championnats du monde :
  -  Médaille d'or par équipes aux championnats du monde d'escrime 2017 à Leipzig
  -  Médaille d'or en individuel aux championnats du monde d'escrime 2018 à Wuxi
  -  Médaille d'or par équipes aux championnats du monde d'escrime 2022 au Caire
  -  Médaille d'or en individuel aux championnats du monde d'escrime 2023 à Milan
  -  Médaille d'or par équipes aux championnats du monde d'escrime 2023 à Milan
  -  Médaille d'argent en individuel aux championnats du monde d'escrime 2017 à Leipzig
  -  Médaille d'argent par équipes aux championnats du monde d'escrime 2018 à Wuxi
  -  Médaille d'argent par équipes aux championnats du monde d'escrime 2019 à Budapest

- Championnats d'Europe :
  -  Médaille d'or par équipes aux championnats d'Europe d'escrime 2017 à Sheffield
  -  Médaille d'or par équipes aux championnats d'Europe d'escrime 2018 à Novi Sad
  -  Médaille d'or par équipes aux championnats d'Europe d'escrime 2022 à Antalya
  -  Médaille d'or par équipes aux championnats d'Europe d'escrime 2024 à Bâle
  -  Médaille d'or par équipes aux championnats d'Europe d'escrime 2025 à Gênes
  -  Médaille d'argent par équipes aux championnats d'Europe d'escrime 2016 à Toruń
  -  Médaille de bronze en individuel aux championnats d'Europe d'escrime 2017 à Sheffield
  -  Médaille de bronze en individuel aux championnats d'Europe d'escrime 2018 à Novi Sad
  -  Médaille de bronze en individuel aux championnats d'Europe d'escrime 2019 à Düsseldorf
  -  Médaille de bronze par équipes aux championnats d'Europe d'escrime 2019 à Düsseldorf
  -  Médaille de bronze en individuel aux championnats d'Europe d'escrime 2022 à Antalya
  -  Médaille de bronze en individuel aux championnats d'Europe d'escrime 2023 à Plovdiv

- Jeux européens : 
  -  Médaille d'or en individuel aux Jeux européens de 2015 à Bakou
  -  Médaille de bronze par équipes aux Jeux européens de 2015 à Bakou
  -  Médaille d'or par équipes aux Jeux européens de 2023 à Cracovie

## Classement en fin de saison
| Année | 2009 | 2010 | 2011 | 2012 | 2013 | 2014 | 2015 | 2016 | 2017 | 2018 | 2019 | 2020 | 2021 | 2022 | 2023 | 2024 | 2025 |
| ----- | ---- | ---- | ---- | ---- | ---- | ---- | ---- | ---- | ---- | ---- | ---- | ---- | ---- | ---- | ---- | ---- | ---- |
| Rang  | 173  | 223  | 58   | 39   | 25   | 28   | 26   | 10   | 4    | 2    | 2    | 2    | 3    | 2    | 2    | 5    | 7    |

## Distinctions
- Collare d'oro al merito sportivo, 2017[5]
- Collare d'oro al merito sportivo, 2018[6]
- Collare d'oro al merito sportivo, 2022[7]
- Collare d'oro al merito sportivo, 2023[8]